# Matou, Guangdong
Matou är en köping i sydöstra Kina. Den ligger i Xinfeng härad i staden Shaoguan i provinsen Guangdong, omkring 150 kilometer nordost om provinshuvudstaden Guangzhou. Antalet invånare är 27 036. Befolkningen består av 13 415 kvinnor och 13 621 män. Barn under 15 år utgör 20,0 %, vuxna 15-64 år 66 %, och äldre över 65 år 13,0 %.